# Crockett (Texas)
Crockett település az Amerikai Egyesült Államok Texas államában, Houston megyében, melynek megyeszékhelye is. Lakosainak száma 6332 fő (2020. április 1.).

## Népesség
A település népességének változása:

| 2010 | 6 950 |
| 2020 | 6 332 |